# Trophée Tempestini Ledo
Pour les articles homonymes, voir Ledo (homonymie).
Le Trophée Tempestini Ledo (en italien : Trofeo Tempestini Ledo) est une course cycliste italienne disputée autour de La California (it), un village situé dans la commune de Bibbona en Toscane. Créée en 1997, elle est organisée par le Velo Club La California. 

## Histoire
Le Trophée compte parmi ses lauréats des cyclistes réputés comme Daniele Bennati ou Diego Ulissi.
L'édition 2014 est uniquement disputée par des cyclistes juniors (moins de 19 ans). 

## Palmarès
| Année     | Vainqueur             | Deuxième           | Troisième               |
| --------- | --------------------- | ------------------ | ----------------------- |
| 1997      | Federico Giabbecucci  |                    |                         |
| 1998      | Luca De Angeli        |                    |                         |
| 1999      | Roman Luhovyy         |                    |                         |
| 2000      | Daniele Bennati       | Volodymyr Starchyk | Gianluca Dal Cin        |
| 2001      | Claudio Lucchini      |                    |                         |
| 2002      | Mariusz Wiesiak       | Martini            | Mario Russo             |
| 2003      | Gianluca Coletta      |                    |                         |
| 2004      | Fabio Sabatini        | Giovanni Visconti  | Rino Zampilli           |
| 2005      | Stanislav Belov       |                    |                         |
| 2006      | Alessandro Proni      | Sergio Laganà      | Alex Rocca              |
| 2007      | Mirko Selvaggi        | Mariano Fichera    | Alessandro Bisolti      |
| 2008      | Diego Ulissi          | Pierpaolo De Negri | Enrico Magazzini        |
| 2009-2013 | non disputé           |                    |                         |
| 2014      | Gianni Pugi           | Davide Italiani    | Lorenzo Vallarino       |
| 2015      | Yuri Colonna          | Luca Zullo         | Andrea Marchi           |
| 2016      | Vincenzo Albanese     | Andrea Marchi      | Gracjan Szeląg          |
| 2017      | Aleksandr Riabushenko | Matteo Fabbro      | Andrea Colnaghi         |
| 2018      | Davide Leone          | Michele Corradini  | Giuseppe La Terra Pirrè |
| 2019      | Niccolò Ferri         | Filippo Fiorelli   | Filippo Magli           |